# Râul Berza
Râul Berza este un curs de apă, afluent al Dunării. Se varsă în Lacul Gălățui.